# Archimedes (piroveliero)
L’Archimedes fu una goletta britannica, dotata di sistemi di propulsione mista, cioè a vela e/o a vapore, nota per essere stata la prima a essere mossa da un'elica a vite.
Consegnata nel 1839, l'Archimedes ebbe una grande influenza sullo sviluppo delle navi, incoraggiando l'adozione della propulsione a elica da parte della Royal Navy, oltre a quella esercitata sui vascelli commerciali. Fu anche fonte d’ispirazione diretta per la progettazione di un altro vascello innovativo, il Great Britain di Isambard Kingdom Brunel, a quel tempo il più grande del mondo, prima nave a vapore propulsa a elica ad attraversare l'Oceano Atlantico.

## Antefatto
Il principio di muovere l'acqua con l'uso di una vite è noto fin dall'invenzione della vite di Archimede, chiamata così dal nome del suo inventore, Archimede di Siracusa che visse nel III secolo a.C. Fu solo nel XVIII secolo, con l'invenzione del motore a vapore, che fu disponibile un mezzo pratico per fornire una potenza efficace a un sistema di propulsione ad elica, ma i primi tentativi di costruire una tale nave andarono incontro al fallimento.
Nel 1807 debuttò il primo vascello a vapore del mondo ad avere successo commerciale, il North River Steamboat di Robert Fulton. Poiché questa nave era spinta da ruote a pale piuttosto che da un'elica, l'uso di ruote a pale divenne dunque lo standard de facto per la propulsione a vapore. La sperimentazione con la propulsione ad elica continua in alcuni ambiti e tra il 1750 e il 1830 numerosi brevetti per eliche marine furono depositati da vari inventori, anche se poche di queste invenzioni superarono la fase di prova, rivelandosi insoddisfacenti per un motivo o per un altro.

## Ericsson e Smith
Nel 1835, due inventori in Gran Bretagna, John Ericsson e Francis Pettit Smith, iniziarono a lavorare separatamente sul problema. Smith, un agricoltore che fu affascinato dalla propulsione ad elica, fu il primo a depositare un brevetto per la propulsione ad elica il 31 maggio, mentre Ericsson, un ingegnere svedese che lavorava in Gran Bretagna, registrò il suo brevetto sei settimane dopo.
Smith rapidamente costruì un piccolo modello di imbarcazione per sperimentare la sua invenzione; ne diede una prima dimostrazione su un laghetto presso la sua fattoria negli Hendon e successivamente alla Royal Adelaide Gallery of Practical Science di Londra, a cui assistette il Segretario della Marina, Sir William Barrow. Dopo essersi assicurato il patrocinio di un banchiere londinese di nome Wright, Smith costruì una barca chiamata Francis Smith lunga 9 metri, pesante 6 tonnellate e con 6 cavalli di potenza, dotata di un'elica di legno a spirale (ottenuta ruotando la singola pala due volte lungo l'asse) da lui progettata e costruita, e collaudata sul canale di Paddington dal novembre 1836 al settembre 1837. Nel febbraio 1837, durante un viaggio di prova, l'elica venne danneggiata; riparata e modificata, essa venne ridotta ad un solo giro sull'asse: nuovi collaudi dimostrarono che la barca raddoppiava la propria velocità, portandola da 4 a 8 miglia orarie. Sulla base di questo fortuito incidente Smith depositò successivamente un brevetto rivisto in conformità con questa scoperta accidentale.
Nel frattempo, Ericsson stava conducendo i suoi esperimenti. Nel 1837 costruì un vaporetto a propulsione ad elica da 45 metri chiamato Francis B. Ogden in onore del suo patrono, il console americano a Liverpool. Nell'estate del 1837, Ericsson presentò e collaudò la sua barca sul fiume Tamigi dinnanzi ai membri più anziani dell'ammiragliato britannico, incluso il Surveyor of the Navy, Sir William Symonds. Nonostante la barca raggiungesse una velocità di 10 miglia all'ora, paragonabile a quella dei piroscafi esistenti, Symonds e il suo seguito non ne rimasero impressionati. L'Ammiragliato sostenne che la propulsione a vite sarebbe stata inefficace nel servizio oceanico, mentre lo stesso Symonds riteneva che le navi a propulsione non potessero essere governate in modo efficiente. A seguito di questo rifiuto, Ericsson costruì una seconda barca a vela, la Robert F. Stockton, e la fece navigare nel 1839 negli Stati Uniti, dove presto avrebbe guadagnato fama come progettista della prima nave da guerra a propulsione navale americana, la USS Princeton.
Apparentemente consapevole della visione della marina che le eliche a vite si sarebbero dimostrate inadeguate per il servizio di navigazione marittima, Smith decise di dimostrare che questa ipotesi era sbagliata. Nel settembre del 1837 portò il suo piccolo vascello a vapore in mare (ora dotato di elica di ferro da un solo principio), navigando da Blackwall, Londra a Hythe, Kent, con fermate a Ramsgate, Dover e Folkestone. Sulla via di ritorno per Londra il 25, l'imbarcazione di Smith venne osservata mentre avanzava in mari tempestosi da ufficiali della Royal Navy. L'interesse dell'ammiraglio per la tecnologia fu rianimato e Smith fu incoraggiato a costruire una nave a piena grandezza per dimostrare in modo più convincente l'efficacia della tecnologia. Per racimolare il capitale necessario, Smith riunì un buon numero di investitori, tra cui il banchiere Wright e la società di ingegneria di J. and G. Rennie, che insieme formarono una nuova società chiamata Ship Propeller Company. La nave creata dall'azienda fu inizialmente nominata Propeller, ma il nome definitivo fu Archimedes, in nome dell'inventore greco del III secolo.

## Disegno e costruzione
Archimedes fu costruita nel 1838 da Henry Wimshurst a Londra. Secondo lo stesso F. P. Smith, la nave era costruita in legno di quercia inglese, ma una successiva entrata nel registro di Lloyd indica che alcune parti della chiglia erano almeno di abete baltico. La nave era lunga 38 metri (125 ft), larga 6,9 metri (22,5 ft) e pesava 237 tonnellate. Costruita secondo uno schema a forma di goletta, con linee di scafo classiche e un esile imbuto di raccolta e alberi, fu considerata dai contemporanei come una bella nave.

### Meccanismo
Smith inizialmente ebbe alcune difficoltà a procurarsi motori adatti per la nave, poiché la propulsione a vite presentava alcune sfide tecniche sconosciute. Alla fine, la principale società di ingegneria di J. and G. Rennie accettarono di progettare e fornire i motori, gli stessi Rennie furono persuasi a prendere un interesse finanziario per la nave e la sua tecnologia.
I due motori gemelli forniti da Rennies avevano due cilindri da 37 pollici con una corsa di tre piedi, con una potenza combinata nominale di circa 80 cavalli e una potenza effettiva di circa 60 cavalli. I motori funzionavano a 26 giri al minuto che, attraverso gli ingranaggi, guidavano l'albero dell'elica a circa 140 giri al minuto. Le caldaie funzionavano a una pressione di 6 psi. I motori furono installati all'inizio del 1839, in seguito la nave venne varata nell'ottobre del 1838.

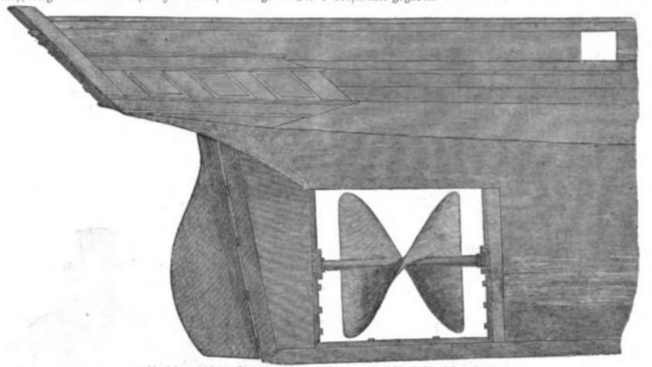
Elica a vite della SS Archimedes

L'ingranaggio ha fornito alcuni problemi tecnici aggiuntivi. Smith guidava i motori sull'elica tramite ruote dentate e pignoni, il più grande dei quali era dentato e fatto di carpine (un legno bianco usato tradizionalmente per ingranaggi nei mulini a vento). Il sistema di ingranaggi si è dimostrato molto rumoroso e la poppa della nave era sottoposta a notevoli vibrazioni durante il funzionamento. Smith pianificò di ridurre il rumore con l'uso di ingranaggi a spirale, ma non è chiaro se questa modifica sia mai stata effettuata.
L'elica stessa era di lamiera di ferro, 5 piedi e 9 pollici di diametro e circa 5 piedi di lunghezza, e consisteva di una vite a 360 °, singolo filetto e di un singolo giro in conformità con il brevetto revisionato del 1836 di Smith. In seguito all'entrata in servizio della nave, l'elica subì una serie di modifiche, la più importante delle quali è stata l'alterazione della forma passando al doppio filetto / mezzo giro e alla divisione della vite originale a 360° in due lame separate. L'elica aveva l'insolita caratteristica di essere completamente retrattile per ridurre la resistenza quando la nave era a vela, questa manovra richiedeva circa 15 minuti.

## Storia di servizio

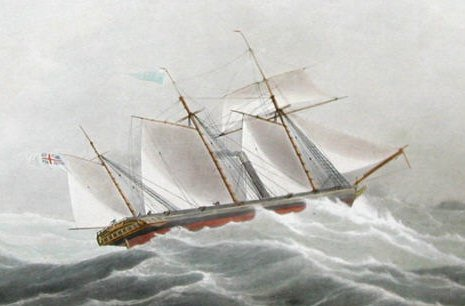
L'Archimedes in navigazione in mare mosso

Archimedes iniziò il suo viaggio inaugurale il 2 maggio 1839 da Londra a Sheerness, vicino alla foce del Tamigi.  Il 15, ha iniziato il suo primo viaggio per mare, da Gravesend a Portsmouth, che è stato completato alla velocità inaspettatamente alta di 10 nodi. A Portsmouth, Archimedes è stata sperimentata con successo contro una delle navi più veloci del servizio dell'Ammiragliato, HMRC Vulcan, alla presenza di alcuni alti ufficiali della marina, che furono impressionati dalla performance di Archimedes.

### Guasti e riprogettazione dell'elica
Dopo questo primo successo, Archimedes salpò in un viaggio di ritorno per Londra, ma mentre era in navigazione, la caldaia della nave, che mancava di un manometro o di una valvola di sicurezza, esplose, uccidendo il secondo ingegnere e ustionò molti altri. La nave fu quindi rimessa per cinque mesi per le riparazioni nel cantiere navale di Wimshurst.
Riprendendo il servizio, Smith ricevette un invito, che accettò, dal governo olandese a portare la nave nei Paesi Bassi per una dimostrazione. Nel viaggio verso Texel, tuttavia, Archimedes ruppe l'albero motore e fu costretta a tornare in Inghilterra per ulteriori riparazioni, che in quell'occasione furono effettuate dalla ditta Miller, Ravenhill & Co. Fu durante questa riparazione che l'originale spirale intera, l'elica a un giro singolo, a singolo filetto è stata sostituita da un'elica a due giri e mezzo con due lame distinte. La nuova elica aveva il vantaggio di ridurre notevolmente la vibrazione della nave a poppa.

### Prove in mare a Dover
A seguito di queste riparazioni, l'Ammiragliato britannico si organizzò con Smith per intraprendere una nuova serie di prove a Dover. Il capitano di vascello Edward Chappell, RN, fu nominato dall'Ammiragliato a sovrintendere alle prove e a redigerne un rapporto. Da aprile a maggio del 1840, l'Archimedes fu messa alla prova contro le navi della marina più veloci adibite al trasporto di posta nella tratta Dover-Calais, i vaporetti Ariel, Beaver, Swallow e Widgeon.
Le più significative di queste prove furono contro Widgeon, che non era solo il più veloce, ma anche la nave più vicina per dimensioni e potenza ad Archimedes. Widgeon si dimostrò leggermente più veloce dell‘Archimedes in mare aperto, ma Chappell concluse che poiché quest'ultimo aveva un rapporto cavallo / peso più basso, la propulsione ad elica a vite si era dimostrata "uguale, se non superiore, a quella del normale ruota a pale". Questo risultato è stato più decisivo di quanto possa sembrare perché, da una prospettiva navale, la propulsione a vite doveva solo dimostrarsi approssimativamente uguale in efficienza alla propulsione a ruota libera, poiché le ruote a pale avevano difetti ben conosciuti nell'uso militare. Questi includevano l'esposizione della ruota a pale e dei suoi motori al fuoco nemico, così come la riduzione dello spazio disponibile per il piazzamento del cannone che colpiva la potenza di fuoco di una nave da guerra. Il rapporto di Chappell avrebbe in seguito portato all'adozione della propulsione a vite da parte della marina (vedere Lascito)" 

### Periplo della Gran Bretagna e altri viaggi
Con la conclusione delle prove in mare a Dover, l'Archimedes fu messa a disposizione del comandante Chappell per una circumnavigazione della Gran Bretagna, che ebbe luogo nel luglio 1840. Questo viaggio ha offerto l'opportunità non solo di effettuare ulteriori test, ma anche di consentire l'ispezione della tecnologia da parte di armatori, ingegneri e scienziati nei porti di tutto il paese. Archimedes ha completato il viaggio di 200 km ad una velocità media superiore a 7 mph e una velocità massima in condizioni ideali di 10,9 mph.
Con il completamento di questo viaggio, Archimedes fece un passaggio da Plymouth a Oporto, in Portogallo nel tempo da primato di 68 ore e mezza. Successivamente la nave effettuò ulteriori viaggi toccando Anversa, Amsterdam attraverso il Canale del Mare del Nord, e altri porti del continente, dove suscitò molto interesse per il nuovo metodo di propulsione.

### Prestito a Brunel

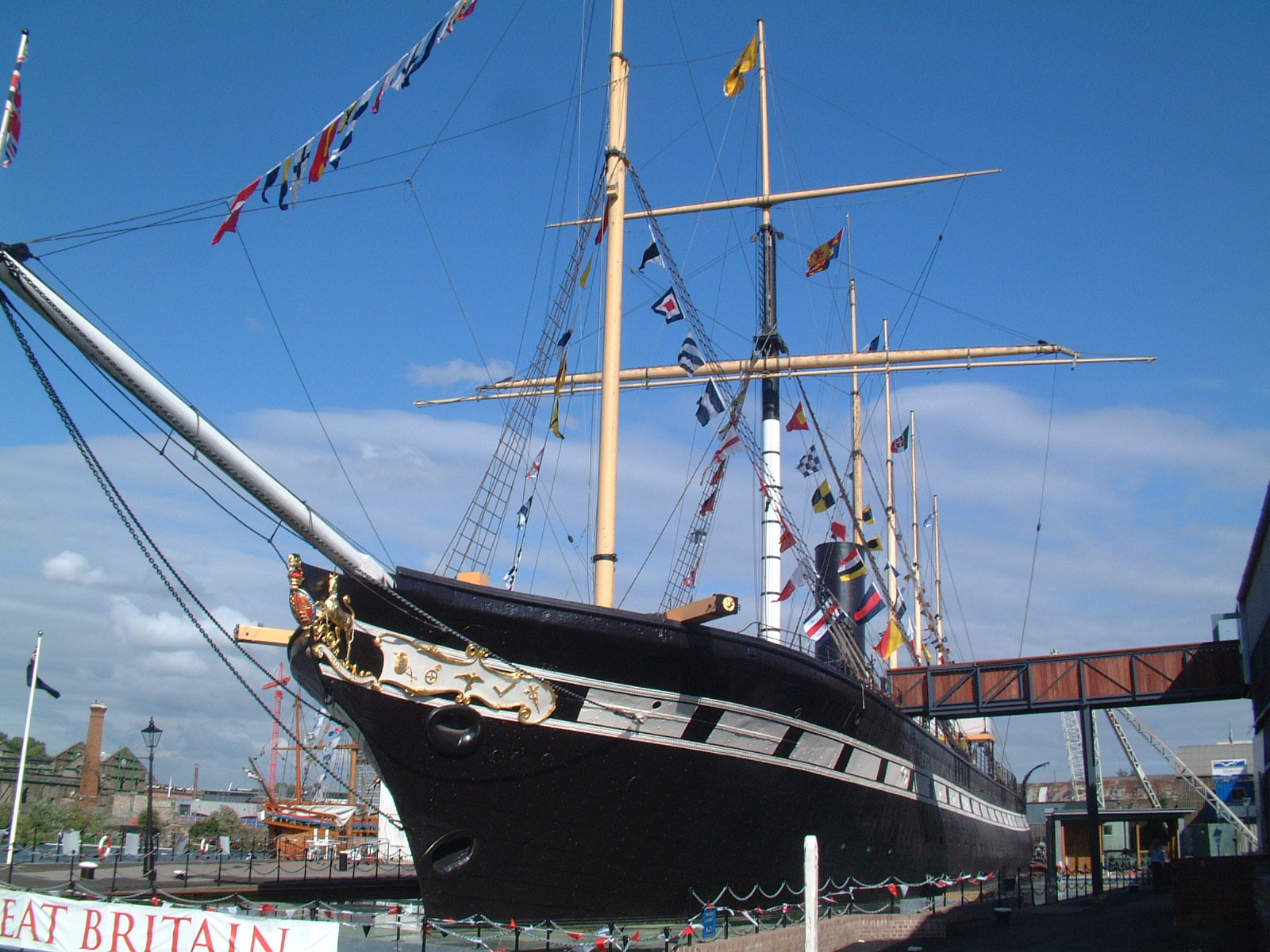
Great Britain al molo di Bristol. La nave era dotata di un'elica a vite basata su prove effettuate con SS Archimedes.

Al ritorno dell'Archimedes in Inghilterra, Smith accettò di prestare la nave per diversi mesi alla Great Western Steamship Company, che stava costruendo la più grande nave a vapore del mondo, la Great Britain. Il principale ingegnere del Great Western, Isambard Kingdom Brunel, approfittò del prestito per provare l'Archimedes con una varietà di eliche diverse nel tentativo di trovare il progetto più efficiente, scegliendo infine un nuovo modello a quattro pale presentato da Smith.
Gli esperimenti di Brunel lo portarono a raccomandare ai suoi datori di lavoro l'adozione della propulsione a vite per la Great Britain. I vantaggi della propulsione a vite elencati da Brunel possono essere riassunti come segue:
- I macchinari con propulsione a eliche erano più leggeri, migliorando così il risparmio di carburante;
- I meccanismi di propulsione a eliche potevano essere mantenuti più bassi nello scafo, abbassando il centro di gravità della nave e rendendola più stabile in mare aperto;
- Occupando meno spazio, i motori dell'elica consentirebbero il trasporto di più carichi;
- L'eliminazione di ingombranti ruote a pale ridurrebbe la resistenza attraverso l'acqua e consentiva inoltre alla nave di manovrare più facilmente in corsi d'acqua confinati;
- La profondità di una ruota a pale cambia continuamente, a seconda del carico della nave e del movimento delle onde, mentre un'elica rimane completamente immersa e in piena efficienza in ogni momento;
- I macchinari per la propulsione di eliche erano più economici.[23]

Con questi argomenti, Brunel nel dicembre 1840 riuscì a persuadere la Great Western Steamship Company ad adottare la propulsione ad eliche per la Great Britain, rendendola così il primo piroscafo transatlantico azionato ad eliche al mondo. Sfortunatamente, invece di usare il collaudato sistema di Smith, Brunel decise di installare un'elica a sei "pale" progettata da lui stesso. Il progetto di Brunel si dimostrò un costoso fallimento per l'azienda.

### Carriera successiva
Smith e i suoi colleghi investitori avevano originariamente sperato di vendere Archimedes alla Royal Navy, ma quando ciò non avvenne, la Ship Propeller Company vendette la nave al servizio commerciale. La società, che si stima abbia perso complessivamente circa £ 50.000 per le imprese dell'Archimedes, è stata successivamente liquidata.
La successiva carriera dell'Archimedes è lacunosa. La nave si incagliò a Beachy Head nel 1840. Nel 1845, scomparve dal Lloyd's Register, ma ricomparve nel 1847 a seguito di una revisione. I suoi motori e le sue macchine furono rimossi in una data non specificata a Sunderland, dopodiché continuò a servire come veliero. Nel 1852, le vele e le manovre furono rinnovate, ma lei scomparve di nuovo dal registro qualche anno dopo.
Secondo quanto riferito, Archimedes si arenò su un banco di sabbia e naufrago nella foce del fiume Mosa, nei Paesi Bassi, mentre tentava di tornare in porto durante una tempesta il 1º marzo del 1864. Tutto il suo equipaggio fu salvato dai bagnini locali.

## Lascito
Sebbene l'adozione dell'elica a vite fosse un'inevitabilità storica data l'opera di John Ericsson e di altri, Archimedes accelerò notevolmente l'accettazione della nuova tecnologia. Le prove di Dover, condotte nell'aprile-maggio 1840, persuasero la Royal Navy a costruire una nave a vapore da 900 tonnellate, la HMS Rattler, che fu sperimentata dal 1843 al 1845 contro la HMS Alecto, una nave gemella dotata di propulsione a pale. Come risultato di queste prove, la marina adottò l'elica a vite come metodo di propulsione preferito. Nel 1855, 174 navi della Royal Navy erano state dotate di propulsione a vite, tra cui 52 navi di linea, 23 fregate, 17 corvette, 55 scialuppe e varie altre navi.
Anche alcuni commercianti furono pronti ad adottare la propulsione a vite. Nel 1840 Wimshurst costruì una seconda nave a elica, del peso di 300 tonnellate chiamata Novalty, la prima nave da carico a propulsione e la prima a fare un viaggio commerciale. Nel 1841, un piccolo piroscafo passeggeri equipaggiato con l'elica brevettata da Smith, la Princess Royal, fu costruito nel nord dell'Inghilterra, e nel 1842 furono costruite o lanciate parecchie altre navi a propulsione a vite in Gran Bretagna, incluso Bedlington, costruito a South Shields. Bee, lanciato a Chatham, e la più grande nave costruita a quella data in Irlanda, Great Northern, fu lanciata a Derry. Da questo punto in poi, le navi mercantili a propulsione crebbero rapidamente di numero. Quando la Cunard Line costruì il piroscafo Persia per il servizio transatlantico nel 1856, la ruota a pale stava già diventando anacronistica.
Sebbene l'Archimedes di Smith avesse avuto un ruolo importante nell'introduzione della propulsione a vite, Smith stesso perse solo denaro nell'impresa, e fu costretto a tornare all'agricoltura. In seguito sarebbe stato riconosciuto per il suo contributo. Nel 1855, fu tra i cinque inventori premiati con 4.000 sterline ciascuno dalla House of Commons per l'invenzione dell'elica marina. Nel 1858, un gruppo di mecenati organizzò una cena di testimonial in cui gli fu presentato un vassoio d'argento, una brocca e un abbonamento, con un valore complessivo di £ 2.678. Nel 1860, Smith fu nominato Curatore del Museo dell'Ufficio dei brevetti a South Kensington e nel 1871 ricevette un cavalierato.